# Livre des Portes
Le Livre des Portes est un texte sacré de l'ancienne Égypte, datant du Nouvel Empire, vers -1320. Il a été trouvé pour la première fois dans la tombe d'Horemheb (XVIIIe dynastie), mais la date de rédaction reste hypothétique. Son nom, « Livre des Portes », lui fut donné par Gaston Maspero.
Ce livre relate le passage de l'esprit du défunt dans le monde de l'au-delà, correspondant au trajet du dieu soleil Rê sous la Terre durant les heures de la nuit.
L'esprit doit passer à travers plusieurs « portes » à différents moments du trajet au pays des morts. Chaque porte est associée à une déesse particulière, et le défunt doit reconnaître le caractère particulier de la déesse pour continuer. Le texte précise que si certains passeront l'épreuve sans dommages, d'autres souffriront les tourments du lac de feu.
Les déesses ont différents noms, portent différents vêtements, mais sont les mêmes en tous points, portant une étoile à cinq branches au-dessus de la tête. La plupart des déesses citées sont spécifiques au Livre des portes, et n'apparaissent pas ailleurs dans la mythologie égyptienne - on suppose donc que ce livre servait à compter les heures de la nuit, citant quelles étoiles apparaissent à tel moment.

## Appellations des déesses
| Heure de la nuit | Titre                                                  |
| ---------------- | ------------------------------------------------------ |
| 1                | Celle qui coupe la tête des ennemis de Rê              |
| 2                | Sage gardienne du Seigneur                             |
| 3                | Celle qui passe à travers Bâ                           |
| 4                | Celle de grand pouvoir                                 |
| 5                | Celle qui est sur son bateau                           |
| 6                | Meneuse à succès                                       |
| 7                | Celle qui repousse le serpent                          |
| 8                | Dame de la nuit (minuit)                               |
| 9                | Celle qui est en adoration                             |
| 10               | Celle qui décapite les rebelles                        |
| 11               | L'étoile qui éloigne les rebelles                      |
| 12               | Celle qui témoigne de la magnificence de Rê (l'aurore) |

Le chapitre le plus connu du Livre des portes relate la division des Égyptiens en quatre « races », les « Égyptiens » (autochtones), les « Asiatiques », les « Libyens » et les « Nubiens ». Ils sont dépeints entrant en procession dans le monde des morts.
Le texte et les images en rapport avec le livre des portes apparaissent au Nouvel Empire sur les tombes des souverains depuis Horemheb jusqu'à Ramsès VII. Dans la tombe de Horemheb on ne trouve que les 2e, 4e, 5e et 6e heures. Dans la tombe de Ramsès VI, les heures sont superposées. Le sarcophage en albâtre de Séthi Ier, assez bien conservé, comporte le texte complet du livre des portes. Dans celui de Ramsès III, c'est l’intérieur de la cuve qui est illustré par le livre des portes. 

## Détail des heures duLivre des Portes

### Première heure
C'est le début du long voyage du dieu Soleil dans sa barque durant les douze heures de la nuit.
- Tombe de Ramsès VII : heure de transition avant l'entrée réelle dans le monde souterrain ; le disque solaire est protégé par le serpent Mehen ; en haut, les personnages sont représentés tête en bas ; à droite, le serpent marque la séparation avec la deuxième heure.

### Cinquième heure
Le dieu du Soleil assiste à la déroute d'Apophis, qui est porté par douze dieux.

### Neuvième heure
- Tombe de Taousert : registre supérieur, les âmes des bienheureux sont nourries.
- 58e scène, d'après Erik Hornung :

« Atteindre les noyés qui sont dans l'eau, passer près d'eux. (...) Allons, debout ! Vous les fatigués, voyez, Rê s'occupe de vous ! (...) Vos âmes {Ba} qui sont sur terre sont satisfaites avec ce que vous respirez, sans qu'elles ne périssent ! Vos repas d'offrande sont les offrandes de la terre »

### Dixième heure
Treize singes, empoignant des filets, charment Apophis.
- Tombe de Taousert : cette heure décrit le combat du soleil contre le serpent Apophis représentant le néant ; dans le registre supérieur, érection de l'emblème représentant la Haute-Égypte ou le roi de Haute-Égypte.

### Onzième heure
Elle correspond à la soumission symbolique d'Apophis.

### Douzième heure
« Tableau final », que Hornung place en fait après la 12e heure. Le dieu primordial Noun élève à bras tendus la barque du soleil, sur laquelle le scarabée Khépri pousse vers le haut le jeune soleil du matin, qui est accueilli par la déesse du ciel Nout. Cette scène célèbre est gravée à l'intérieur du sarcophage d'albâtre de Séthi Ier, tout juste contre la tête du souverain défunt.

### Traductions
- Alexandre Piankoff, Le Livre des portes. Texte hiéroglyphique avec notes et commentaires, Le Caire, Institut d'archéologie orientale, 1939-1962, 6 vol.
- Claude Carrier, Grands livres funéraires de l'Égypte pharaonique, Cybèle, 2009.

### Études
- Joseph Bonomi et Samuel Sharpe, The Alabaster Sarcophagus of Oimenepthah I., King of Egypt, London: Longman, Green, Longman, Roberts, and Green, 1864.
- Erik Hornung, The Ancient Egyptian Books of Afterlife, traduit de l'allemand par David Lorton, éditeur Cornell University Press
- Paul Barguet, "Le 'Livre des Portes' et la transmission du pouvoir royal", Revue d'égyptologie, vol. 27, 1975, p. 30-36.
- Jean-Claude Goyon, Rituels funéraires de l'ancienne Égypte, éd. du Cerf, 1972 (rééd. 2000)
- Jean-Louis de Cenival, Le livre pour sortir le jour. Le Livre des Morts des anciens Égyptiens, RMN/Musée d'Aquitaine, 1992.